# Bjørnstjerne Bjørnson
Bjørnstjerne Martinus Bjørnson (født 8. december 1832 i Tynset, død 26. april 1910 i Paris) var en norsk forfatter. Sammen med Henrik Ibsen, Jonas Lie og Alexander Kielland udgjorde han "de fire store" i norsk litteratur i årtierne op til århundredskiftet. Hans datter Bergliot giftede sig med Ibsens søn Sigurd Ibsen. Som samfundsdebattant var Bjørnson blandt de første nordiske forfattere, som svarede på Georg Brandes' opfordring til en litteratur med fokus på samtidens sociale problemer. I 1903 fik han Nobelprisen i litteratur.

## Liv og virke
Bjørnson var præstesøn og begyndte i skole i Molde i 1844, hvor han snart udviklede et stærkt socialt engagement. I kølvandet af revolutionerne i 1848 skrev han som 16-årig sin første artikel, "Frihedens Tale til Moldenserne". Han forblev en central deltager i den norske samfundsdebat; internationalt støttede han Emile Zola og hans forsvar for den jødisk-franske officer Alfred Dreyfus, der i 1894 blev fængslet for landsforræderi. Bjørnson tjente godt på sin journalistvirksomhed og brugte det meste på ejendommen Aulestad og sine fem levende børn (et barn døde kort efter fødsel). Bjørnson var til stede ved Nationaltheatrets åbning i 1899 med sønnen Bjørn Bjørnson som første teaterchef; og han fik glæden af at iscenesætte sine to Over Ævne-skuespil.
H.C. Andersen var en god ven; de hyldede hinanden i digte. Bjørnson satte venskab højt og efterlod sig henved 30.000 breve. Til den danske kritiker Clemens Petersen skrev han i 1865: "Tak, du er mit halve Liv!" Da Petersen i 1869 blev nødt til at rømme Danmark efter beskyldninger om pæderasti, slog Bjørnson ikke hånden af ham. I artiklen "Synd og sygdom" i Dagbladet i 1891 tog Bjørnson uforfærdet til orde for, at homoseksualitet er medfødt og derfor ikke kan straffes.
I En Hanske sætter han ligheden mellem kønnene under debat.
I dag huskes Bjørnson for teksten til Norges nationalsang Ja, vi elsker dette landet og anden lyrik, for sine fortællinger om norske bønder som Arne og Synnøve Solbakken, for sine samtidsdramaer som En fallit og for historiske skuespil som Sigurd Slembe.
Efter sin død i Paris blev Bjørnson sendt hjem til begravelse i Norge. Kisten ankom tll København med tog og med skib videre fra Toldboden. Begivenheden blev optaget på film i reportagefilmen Bjørnstjerne Bjørnsons Lig føres gennem København, der er bevaret og stadig kan ses. 

### Samleudgaver
- Samlede verker, 11 bd. (Folkeudgave) 1900, 5 bd. (Mindeutgave) 21910–1911, 10 bd. 31914, 9 bd. 41919–1920, 9 bd. 51927, 13 bd. (Hundreårsutgave) 61932, 5 bd. 71941, 5 bd. 81953, 5 bd. 91960, 5 bd. 101975, 1982, 4 bd. 111995.